# Haploniscus tropicalis
Haploniscus tropicalis är en kräftdjursart som beskrevs av Menzies1962. Haploniscus tropicalis ingår i släktet Haploniscus och familjen Haploniscidae. Inga underarter finns listade i Catalogue of Life.